# チェンナイ・シティFC
チェンナイ・シティFC (英語: Chennai City Football Club) はインドのタミル・ナードゥ州コーヤンブットゥールを本拠地とするサッカークラブ。全インドサッカー連盟 (AIFF) からライセンスを受けてIリーグの一員としてリーグ戦に参加している。このクラブは、1946年に、5人のメンバーによって設立されたネタジ・スポーツ・クラブ (Netaji Sports Club) が起源である。このクラブは、その歴史の大部分の間、地元の州内や市内の様々なトーナメントに参加してきたが、全国規模のリーグに参入したのは2016年になってからであった。2016年12月11日、チームはいきなりIリーグの2016–17シーズンからの参入が認められ、2018–19シーズンには、Iリーグの制覇を果たした。
かつての本拠地がチェンナイにあったため、その名が冠されているが、現在の本拠地はコーヤンブットゥールである。

## 歴史
このクラブは、1946年に、ネタジ・スポーツ・クラブとして、友人であった5人のメンバー (SV Kanagasabai, E Vadivelu, TR Govindarajan, PV Chellappa and K Ekambaram) によって設立された。2016年12月11日、チームはいきなりIリーグの2016–17シーズンからの参入が認められ、前身のナショナル・フットボール・リーグ (NFL)に参加していたインディアンバンクのチーム以来となる2例目の、トップ・リーグに参戦するタミル・ナードゥ州のチームとなった。2019年2月6日、チェンナイ・シティFCは、FCバーゼルとパートナーシップ協定を結び、FCバーゼルはチェンナイ・シティFCの株式の26%を取得するとともに、若い才能の開発のためにサッカー学校を開設などを目指す運びとなった。
FCバーゼルは、トップ・チームも含め、選手の交換プログラムもおこなって、チェンナイ・シティFCの技術的向上を支援することになった。
2019年3月9日、チェンナイ・シティFCは、前シーズンの優勝チームであるミネルヴァ・パンジャブFCを3対1で下し、2018–19シーズンのIリーグを制覇した。これは、事前の予想を覆し、大きな成功を収めたシーズンの結末であった。ウルグアイ出身のスペイン人であるフォワードペドロ・マンジーは、この試合で2得点を上げ、シーズン通算21得点として、リーグの得点王を分け合った。この優勝は、チェンナイ・シティFCにとって初めてのIリーグのタイトルであり、これによってAFCチャンピオンズリーグへの道が開かれた。
2019年3月から4月にかけて開催されたヒーロー・スーパー・カップでは、優勝したFCゴア（インディアン・スーパーリーグ所属）に準決勝で敗れた。しかし、準々決勝で当たったインディアン・スーパーリーグの優勝チームベンガルールFCには、2対1で勝利を収めた。

## スタジアム

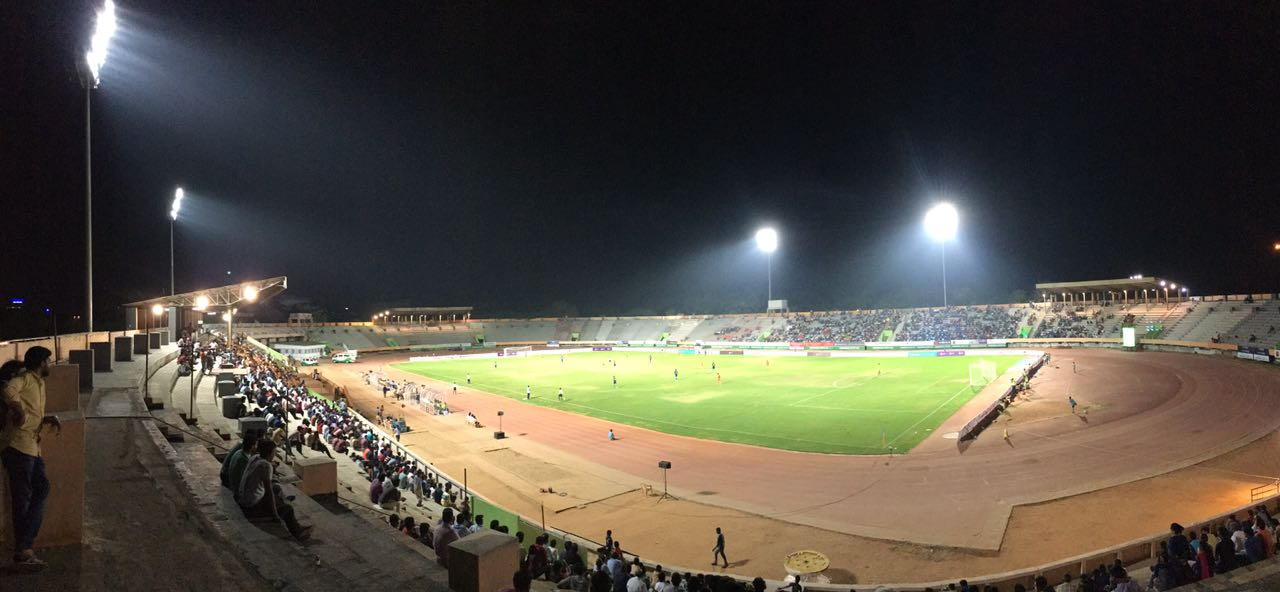
コーヤンブットゥールのジャワハルラール・ネルー・スタジアム、2018年2月18日撮影。

チェンナイ・シティFCは、ホームゲームをコーヤンブットゥールのジャワハルラール・ネルー・スタジアムで戦っている。1971年に建設されたこのスタジアムは、現在ではもっぱらサッカーの試合のために使用されており、収容人員は30,000人である。2017–18シーズンまでは、ホームゲームはチェンナイにある同名のスタジアム、ジャワハルラール・ネルー・スタジアムでおこなわれていた。